# Apeadero de Limede-Cadima
El apeadero de Limede-Cadima, originalmente conocido como apeadero de Lemêde-Cadima, es una plataforma desactivada del ramal de Figueira da Foz, que servía a las localidades de Lemede y Cadima, en el distrito de Coímbra, en Portugal.

## Historia

### Inauguración
El tramo entre las estaciones de Figueira da Foz y Vilar Formoso, donde esta plataforma se encuentra, fue inaugurado el 3 de agosto de 1882, por la Compañía de los Caminhos de Ferro Portugueses de Beira Alta.

### Cierre
Por motivos de seguridad, el ramal de Figueira da Foz fue cerrado al tráfico ferroviario por la Red Ferroviaria Nacional, el 5 de  enero de 2009. La empresa Comboios de Portugal aseguró, hasta el 1 de enero de 2012, un servicio de transporte de sustitución.